# Victor Herbert (album)
Victor Herbert – album kompilacyjny Binga Crosby’ego wydany w 1947 roku, zawierający zbiór piosenek napisanych przez Victora Herberta.

## Lista utworów
Utwory znalazły się na 3-płytowym, 78-obrotowym zestawie, Decca Album No. A-505.
Płyta pierwsza:
A. „I’m Falling in Love with Someone” (z Frances Langford)
B. „Gypsy Love Song” (z Frances Langford)
Płyta druga:
A. „Ah! Sweet Mystery of Life”
B. „Sweethearts”
Płyta trzecia:
A. „When You’re Away”
B. „Thine Alone”